# 谢尔盖·古谢夫
谢尔盖·伊万诺维奇·古谢夫（羅馬化：Sergey Ivanovich Gusev；1874年1月13日—1933年6月10日），苏联早期人物，曾负责军事情报工作，十月革命后为苏联共产党中央监察委员会成员、共产国际执行委员会候补委员、共产国际中欧秘书长。

## 生平
1874年生于梁赞省萨波若克的犹太人家庭。原名雅科夫·达维多维奇·德拉布金（俄语：Яков Давидович Драбкин）。1896年入读圣彼得堡技术大学，期间加入列宁领导的工人阶级解放斗争协会，以“古谢夫”为假名从事革命活动，加入俄国社会民主工党。
1899年被逐出圣彼得堡，后在顿河畔罗斯托夫建立党部。1903年夏参加俄国社会民主工党第二次代表大会。当该党分裂成布尔什维克和孟什维克两派时，他加入了布尔什维克。1906年4月赴瑞典斯德哥尔摩参加俄国社会民主工党第四次代表大会。同年9月在莫斯科被捕，入狱9个月后被流放到托博尔斯克省。1910年因病休养。1917年十月革命期间，任彼得格勒军事革命委员会秘书处负责人。1919年6月至12月，任莫斯科卫戍区司令、共和国革命军事委员会野战司令部委员。1919年7月至12月，任军事情报部门负责人。1921年1月至1922年2月，任共和国革命军事委员会政治部部长兼俄共（布）中央委员会土耳其斯坦局局长。
1923年至1925年，任俄共（布）中央监察委员会书记。1925年至1926年，任联共（布）中央新闻出版处处长。1928年任共产国际中欧局秘书长。1929年任共产国际执行委员会委员。1933年6月10日病逝。